# 巴扎爾島
巴扎爾島是俄羅斯的島嶼，由克拉斯諾亞爾斯克邊疆區負責管轄，屬於北地群島的一部分，距離十月革命島3.5公里，長800米、寬250米，最高點海拔高度15米，島上無人居住。